# Sekhemre Kutawire
Sekemre Kutawire fou un faraó de la dinastia XIII d'Egipte.
El seu nom d'Horus fou Hr xa bA.w transcrit Khabau o Khabaw (Horus, el poder ha aparegut); el seunebti fou nb.tj wHm Dd (les dues senyores d'estabilitat continuada); el seu nom d'or fou bik nbw anx rnp.wt (el falcó daurat vivint del temps); el seu nom de regnat fou Sekhemre (Ra és poderós) i Kutawire (Ra és el protector de les dues terres).
Apareix al Papir de Torí però és possible que l'escrivent confongués Sekemre Kutawire amb Sekhemre-Khutawy Sobekhotep I i per això s'alterés l'ordre amb Wegaf (també Kutawire) al primer lloc.